# Eric Eichmann
Eric Eichmann (Margate; 7 de mayo de 1965) es un jugador de fútbol estadounidense retirado. Jugó en Alemania y Estados Unidos y luego se desempeñó como entrenador asistente con el Miami Fusion de la Major League Soccer del 2000 al 2002.
También jugó veintinueve partidos internacionales y marcó cuatro goles, para la selección de Estados Unidos.

## Trayectoria
Estudió en el St. Thomas Aquinas High School y jugó para el club juvenil Key Biscayne Gunners. Jugó fútbol universitario en la Conferencia de la Universidad de la Costa Atlántica de Clemson (ACC).
En su último año, ganó los honores del primer equipo All-American. En 1986, jugó para el Atlanta Datagraphic.
Después de graduarse, jugó una sola temporada con el equipo alemán de Tercera División Werder Bremen II. Al año siguiente regresó a los Estados Unidos donde jugó con los Strikers de Fort Lauderdale de la ASL/APSL de 1988 a 1993.
En 1992, comenzó una carrera como jugador itinerante de fútbol sala. Comenzó con los Wichita Wings de la National Professional Soccer League (NPSL) durante una campaña, antes de pasar a los Washington Warthogs de la Continental Indoor Soccer League (CISL) en 1993-1994 y finalmente al San Luis Ambush de la NPSL de 1994 a 1996.
En 1996, el Kansas City Wiz de la Major League Soccer (MLS) lo tomó en la trigésimo sexta selección (cuarta ronda) del draft inaugural de la liga. Jugaría una temporada y se retiraría como futbolista a tiempo completo.

## Selección nacional
Jugó su primer partido internacional el 5 de febrero de 1986 contra Canadá. Continuó jugando un total de 28 partidos con la selección absoluta, anotando cuatro goles.
Participó de los Juegos Olímpicos de 1988, así como también en la Copa Mundial de la FIFA de 1990. Su último partido con la selección nacional fue contra Honduras el 25 de marzo de 1993.
También jugó diecisiete partidos con la selección de fútbol sala, entre 1986 y 1992. Durante ese período, ocupó el tercer lugar en la Copa Mundial de Fútbol Sala de 1989.
Con la selección de fútbol playa de los Estados Unidos disputó la Copa Mundial de Fútbol Playa 1995.

### Participaciones en Juegos Olímpicos
| Torneo                   | Sede | Resultado    |
| ------------------------ | ---- | ------------ |
| Juegos Olímpicos de 1988 | Seúl | Primera fase |

### Participaciones en Copas del Mundo
| Mundial                             | Sede         | Resultado     |
| ----------------------------------- | ------------ | ------------- |
| Copa Mundial de Fútbol sala de 1989 | Países Bajos | Tercer lugar  |
| Copa Mundial de Fútbol de 1990      | Italia       | Primera fase  |
| Copa Mundial de Fútbol sala de 1992 | Hong Kong    | Segundo lugar |

## Clubes
| Club                     | País                | Año       |
| ------------------------ | ------------------- | --------- |
| Atlanta Datagraphic      | Estados Unidos      | 1986      |
| Werder Bremen II         | Alemania Occidental | 1987-1988 |
| Fort Lauderdale Strikers | Estados Unidos      | 1988-1992 |
| Wichita Wings            | Estados Unidos      | 1992-1993 |
| Washington Warthogs      | Estados Unidos      | 1994      |
| St. Louis Ambush         | Estados Unidos      | 1994-1995 |
| Kansas City Wizards      | Estados Unidos      | 1996      |